# Touceira
Touceira ou toiceira pode ser: 
1. uma grande moita;
2. a parte da árvore que fica no solo depois de cortado o caule;
3. o conjunto de filhos de uma planta.[1]